# 奈里樸麗魚
奈里樸麗魚，為輻鰭魚綱鱸形目隆頭魚亞目慈鯛科的其中一種，分布於非洲維多利亞湖流域，體長可達7.7公分，棲息在岩石底質水域，屬雜食性，以藻類及昆蟲為食，生活習性不明。

## 擴展閱讀
維基物種上的相關：奈里樸麗魚